# Burgstall Tannenberg
Der Burgstall Tannenberg bezeichnet die abgegangene hochmittelalterliche Höhenburg Tannenberg auf 860 m ü. NHN in Spornlage auf dem „Schlossplatz“ etwa 550 Meter südsüdwestlich der Kirche von Tannenberg, einem Ortsteil der Gemeinde Burggen im Landkreis Weilheim-Schongau in Bayern.
Von der ehemaligen Burganlage der Herren von Tannenberg ist nichts erhalten, die bewaldete Stelle ist heute als Bodendenkmal D-1-8230-0008 „Burgstall des hohen und späten Mittelalters ("Tannenberg")“ vom Bayerischen Landesamt für Denkmalpflege erfasst.